# Escuela de acogida
Las escuelas de acogida, o también conocidas por su nombre en valenciano escoles d'acollida, son unos cursos para inmigrantes que se imparten con la finalidad de dar a conocer la cultura, lengua y comportamientos básicos exigidos por la comunidad de ciudadanos y las leyes. 

## Marco legal
La ley de las escuelas de acogida viene recogida por la Llei 15/2008 d'Integració de les persones Immigrants en la Comunitat Valenciana. Títol II del Compromís.

## Estructura
El curso tiene una carga lectiva de 40 horas organizadas en cuatro módulos repartidos equitativamente en 10 horas cada uno. 
Estos cuatro módulos son: 
- Área lingüística: lengua castellana y valenciana.
- Área histórica: Unión Europea, España y Comunidad Valenciana.
- Área de legislación básica.
- Área de información práctica.

## Perfil del estudiante
El estudiante que pretenda acceder a estos cursos debe ser inmigrante y residente en la Comunidad Valenciana y además haber cumplido la mayoría de edad.

## Cursos para inmigrantes en otros países

### Estados Unidos
En los Estados Unidos existen cursos para obtener la ciudadanía. Para obtenerla es necesario superar un examen en el que existen, por ejemplo, de historia estadounidense o normas de civismo y comportamiento adecuado.